# Athous haemorrhoidalis
Espèce
Athous haemorrhoidalis est une espèce de taupins du genre Athous.

## Répartition
Il se rencontre en Europe et est très commun en Europe centrale, jusqu'au nord en Fennoscandie ; à l'est il s'étend jusqu'en Asie mineure et en Sibérie.

## Description
Ce coléoptère au corps plat de couleur brun foncé mesure de 9,5 à 15 millimètres. Ses élytres striés sont d'un brun-acajou. Le prothorax est plus long que large.
Le dessus du corps est recouvert d'une  pilosité grisâtre. Ses antennes sont brun foncé et sont plus courtes chez la femelle, pour lesquelles elles n'atteignent pas les angles postérieurs du pronotum. Les pattes sont brun-rouge avec le troisième tarse plus développé.

## Écologie
Sa période de vol est de mai à août. On rencontre cette espèce dans les prairies, aussi dans les jardins, sur les herbes et les fleurs.